# ستيفانو ماريني
ستيفانو ماريني (بالإيطالية: Stefano Marini)‏ (5 أكتوبر 1968 فلورنسا إيطاليا - ) هو لاعب كرة قدم إيطالي، يلعب كلاعب وسط.

## مسيرته

### مسيرته مع الأندية
- 1986 - 1990 لعب مع Montevarchi Calcio Aquila 1902 [الإنجليزية]‏ 100 مباراة سجل خلالها 5 أهداف.
- 1990 - 1992 لعب مع نادي بيزا 23 مباراة.
- 1992 - 1993 لعب مع نادي ريجينا 29 مباراة.
- 1995 - 1996 لعب مع FC Ponsacco 1920 SSD [الإنجليزية]‏ 27 مباراة.